# Everllence

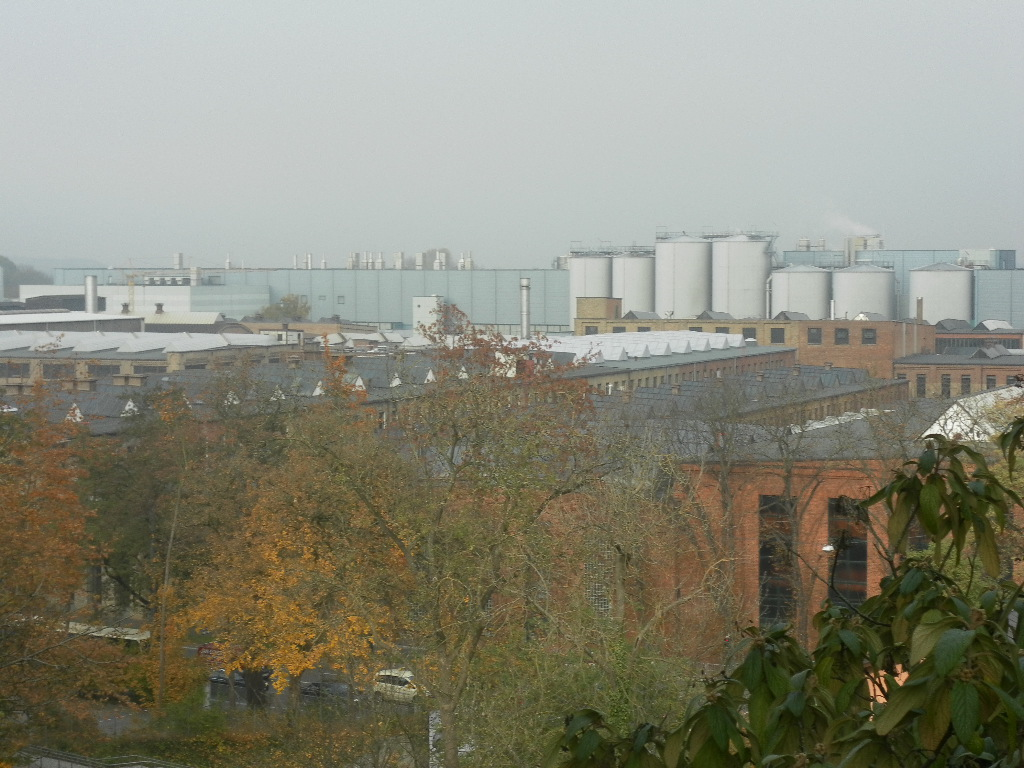
Die MAN Energy Solutions (im Vordergrund) von der Lueginslandbastion gesehen. Dahinter die Haindl’sche Papierfabrik (heute Teil von UPM-Kymmene).

Die Everllence SE (Societas Europaea), bis 3. Juni 2025 MAN Energy Solutions SE, mit Sitz in Augsburg ist Anbieter von Großdieselmotoren und Turbomaschinen für maritime und stationäre Anwendungen. Das Unternehmen entwickelt und fertigt Zweitakt- und Viertaktdieselmotoren sowie Gasturbinen, Dampfturbinen und Kompressoren. Das Unternehmen bietet auch Turbolader, Propeller, Gasmotoren und chemische Reaktoren an. Zudem produziert es Schiffsmotoren, die mit synthetischen Kraftstoffen betrieben werden, und entwickelt Technologien für die CO2-Abscheidung und -Speicherung (CCS), Großwärmepumpen sowie Elektrolyseure. Das Unternehmen beschäftigt rund 15.000 Mitarbeiter an mehr als 140 internationalen Standorten, insbesondere in Deutschland, Dänemark, Frankreich, der Schweiz, Tschechien, Indien und in China.
Everllence entstand als MAN Energy Solutions im Geschäftsfeld Power Engineering des MAN-Konzerns, der seinerseits seit 2011 eine Tochter der Volkswagen AG war. Im Vorfeld der Verschmelzung der MAN SE auf die Traton SE wurde MAN Energy Solutions an die Konzernmutter VW verkauft.

## Geschichte

### Vorgeschichte
MAN entstand 1898 durch die Fusion der 1840 als Sander’sche Maschinenfabrik gegründeten Maschinenfabrik Augsburg mit der Maschinenbau-Actien-Gesellschaft Nürnberg zur „Vereinigte Maschinenfabrik Augsburg und Maschinenbaugesellschaft Nürnberg A.G., Augsburg“ 1889.
Im Zeitraum 1893 bis 1897 entwickelte Rudolf Diesel  in der Maschinenfabrik Augsburg den ersten Dieselmotor, einen Einzylinder-Viertaktmotor, der einen spezifischen Verbrauch von 324 g/kWh erzielte und 17,8 PS (13,1 kW) bei 154/min leistete. 1899 wurde nach mehreren Versuchen an dem Viertaktmotor von Hugo Güldner der erste Zweitakt-Dieselmotor gebaut.
Nach der Jahrhundertwende entwickelte MAN den ersten Dieselmotor in Tauchkolbenbauart. Der Tauchkolbenmotor wurde von Wilhelm Eberle und Imanuel Lauster konstruiert. Lauster hatte bereits 1897 wesentlich an der Konstruktion des ersten funktionsfähigen Dieselmotors mitgewirkt.
1905 errichtete MAN in Kiew das erste Dieselkraftwerk. Nachdem ab 1908 Diesels Grundpatent abgelaufen war, begannen auch andere Unternehmen, wie beispielsweise Krupp, Benz & Cie. oder die Gasmotorenfabrik Deutz AG mit dem Bau von Dieselmotoren.
1910 begann MAN Nürnberg in Zusammenarbeit mit der Werft Blohm + Voss den Bau stehender Zweitakt-Schiffsmotoren.  Zudem konnten ab etwa 1912 die von MAN entwickelten Dieselmotoren mit Steinkohlenteeröl betrieben werden. In den Folgejahren wurden weitere Dieselmotorentypen für den Einsatz im Kraftwerks- sowie im Schiffsbetrieb entwickelt. 1919 wurde der Dieselmotorenbau von Nürnberg nach Augsburg verlegt. Hier erfolgte zudem der Übergang von ventilgesteuerten Systemen auf reine Schlitzspülung.
1921 erwarb die Gutehoffnungshütte, die sich aus dem 1758 im Ruhrgebiet gegründeten Eisenwerk St. Antony entwickelt hatte, die Mehrheitsbeteiligung an der MAN. Hierdurch wurde ein Mischkonzern geschaffen, der sowohl das klassische Hüttenwesen als auch modernen Maschinenbau sowie die Herstellung von verschiedenen Nutzfahrzeugen umfasste. Der Konzern firmierte unter der Abkürzung GHH. Ab 1926 startete MAN mit der Konstruktion von Hochleistungs-Zweitaktmotoren für die Marine.

### Entwicklungen nach dem Zweiten Weltkrieg
Während des Zweiten Weltkriegs verzeichnete das Unternehmen ein Umsatzwachstum, da die Gutehoffnungshütte als Rüstungshersteller tätig wurde. Die Produktion umfasste überwiegend Panzer, Dieselmotoren für U-Boote und Geschosszylinder.
Seit 1953 unterhält das Unternehmen am Standort Augsburg ein MAN-Museum.
Ab 1964 entschied sich MAN, Motoren mit einer Aufladung von 50 % oder mehr für den Serien-Parallelbetrieb zu konfigurieren. Dabei wurde für Motoren mit 6, 9 und 12 Zylindern der Stoßbetrieb sowie für Motoren mit anderen Zylinderzahlen der Staubetrieb gewählt.
Nachdem der Weltschiffbau in den Siebzigerjahren zunehmend nach Fernostasien verlagert worden und die Entwicklungskosten bei den Motorenherstellern gestiegen waren, schieden Ende der Siebzigerjahre mehrere Großdieselmotoren-Hersteller aus dem Markt aus. MAN übernahm 1979/80 das Unternehmen Burmeister & Wain. Seitdem wird die Entwicklung der Viertakt-Motoren in Augsburg vorgenommen, während die Zweitaktmotoren in Kopenhagen konzipiert werden.
1982 erfolgte der Bau des ersten Zweitakt-Großdieselmotors mit über 50 % Wirkungsgrad. 1986 wurde der GHH-Konzern in MAN umbenannt.

### Entstehung der MAN Diesel & Turbo SE sowie weitere Entwicklungen ab 2010
Die MAN Energy Solutions SE entstand im März 2010 aus der Fusion von MAN Diesel und MAN Turbo unter dem Namen MAN Diesel & Turbo SE.  2011 übernahm der VW-Konzern die Mehrheit des Aktienkapitals sowie der Stimmrechte der MAN SE.
2013 genehmigten die Aktionäre von MAN einen Beherrschungs- und Gewinnabführungsvertrag mit VW, der dem Volkswagen-Konzern umfassende Leitungsrechte der MAN gewährte. Im selben Jahr erwirtschaftete die damalige MAN Diesel & Turbo SE einen Umsatz von 3,4 Mrd. Euro. Des Weiteren nahm das Unternehmen einen Methanisierungsreaktor für die erste Power-to-Gas-Anlage Europas in Werlte in Betrieb.
2015 nahm MAN Energy Solutions seine High-Speed Oil-Free Integrated Motor compressor (HOFIM)-Kompressoren für die Öl- und Gasförderung am Meeresgrund ins Programm auf. Zudem fertigt das Unternehmen seit 2015 Schiffsmotoren, die mit synthetischen Kraftstoffen betrieben werden.
2018 wurde der Name des Unternehmens in MAN Energy Solutions SE geändert, wobei die Umfirmierung die Energiewende des Unternehmens verdeutlichen sollte. Bis 2030 sollte demnach der Geschäftsbereich mit nachhaltigen Technologien mehr als 50 % umfassen. Des Weiteren plante das Unternehmen, das Angebot um Hybrid-, Speicher- und weitere digitale Dienstleistungstechnologien zu erweitern. Zudem gab das Unternehmen bekannt, sich für die Weiterentwicklung von emissionsarmen Gasen als Treibstoff für Schiffe einzusetzen. Im selben Jahr stellte MAN Energy Solutions außerdem den Dual-Fuel-Zweitaktmotor MAN B&W ME-LGIP für LPG-Betrieb vor. 2018 wurde MAN Energy Solutions von MAN SE an deren Konzernmutter Volkswagen übertragen.
2019 übernahm das Unternehmen eine 40%ige Beteiligung an H-Tec Systems, das 2021 zu rund 99 % übernommen wurde.
2020 gab das Unternehmen bekannt, im Rahmen des Programms Performance 2023 Umstrukturierungen vorzunehmen. Dies beinhaltete unter anderem Kostensenkungen und Restrukturierungen (wie die Streichung von Arbeitsplätzen in Deutschland und dem Ausland) sowie die Zustimmung der Volkswagen AG, dass MAN Energy Solutions für mindestens weitere vier Jahre Teil des Konzerns bleibe, sofern es die Wachstums- und Renditeziele erreiche. Zudem wurde das Produktionsnetzwerk angepasst, sodass beispielsweise die Dampfturbinenfertigung in Hamburg eingestellt wurde.
2021 begann MAN Energy Solutions mit der Entwicklung sowie dem Bau einer Wärmepumpe für die dänische Stadt Esbjerg, die Meerwasser zur Wärmeerzeugung nutzt. Im selben Jahr gab das Unternehmen bekannt, eine Wasserstoff-Konfiguration für gasbetriebene Viertaktmotoren anzubieten. 2021 wurde zudem das Containerschiff Elbblue in Zusammenarbeit von MAN Energy Solutions mit der Reederei Elbdeich erstmals mit synthetischem Methan betankt und gestartet. MAN Energy Solutions entwickelte hierfür unter anderem den Motor des Schiffes, der sowohl mit LNG als auch mit Synthetic Natural Gas (SNG) betrieben werden kann. Seit 2021 ist das Unternehmen außerdem an der Entwicklung der international ersten CO2-Abscheidungsanlage für die klimaneutrale Zementproduktion in Norwegen beteiligt. Hierfür stellt MAN Energy Solutions ein Kompressorsystem für die CO2-Abscheidung und -Verdichtung zur Verfügung, sodass ab Sommer 2024 an dem Standort CO2 verflüssigt und abgeschieden werden kann, wobei das CO2 eingelagert und als Rohstoff verwendet wird.
2022 wurde die neue Viertakt-Motorenreihe MAN 49/60 auf den Markt gebracht. Die Motoren können sowohl im Gas- als auch Dieselbetrieb mit LNG, Diesel und HFO sowie nachhaltigen Kraftstoffen betankt werden. Im selben Jahr erhöhte das Unternehmen seine Investitionen in Wasserstoffsysteme, indem 500 Millionen Euro in H-Tec Systems eingebracht wurden.
Im April 2023 wurde bekannt, dass das Tochterunternehmen H-Tec Systems in Hamburg-Rahlstedt einen Standort für die Entwicklung sowie Produktion von PEM-Elektrolyse-Stacks gründen werde. Außerdem schloss MAN Energy Solutions 2023 mit Shell eine Absichtserklärung, wonach beide Unternehmen gemeinsam Ansätze für das Erreichen von Klimazielen erarbeiten. Unter anderem sollen Technologien entwickelt werden, die den Ausstoß von Kohlenstoffdioxid in CCUS-Anlagen reduzieren. Die Vereinbarung umfasste außerdem die Förderung der Entwicklung nachhaltiger Kraftstoffe für Schiffsanwendungen sowie die Zusammenarbeit im Bereich der Methanschlupfreduzierung.
Im Juni 2023 verkündete MAN Energy Solutions die Absicht, den Produktbereich Gasturbinen an den chinesischen Konzern CSIC Longjiang GH Gas Turbine Co Ltd. (GHGT), eine Tochter der China Shipbuilding Industry Corporation, zu verkaufen. Die Transaktion stand unter Vorbehalt der behördlichen Genehmigungen (Stand Mai 2024) und wurde am 3. Juli 2024 von der Bundesregierung untersagt.
Die Neuentwicklung von Gasturbinen wird nach der Untersagung des Verkaufs eingestellt, das profitable Servicegeschäft soll erhalten bleiben.
Im selben Jahr führte das Unternehmen außerdem mit einem Zweitakt-Dieselmotor Testläufe für die Nutzung von kohlenstofffreien Ammoniak als Treibstoff durch. Als Ergebnis gab MAN Energy Solutions bekannt, bis 2026 den Ammoniak-Antrieb für den Schiffsbetrieb bereitzustellen. Im selben Jahr stattete MAN Energy Solutions 19 Containerfrachter der Reederei A. P. Møller-Mærsk mit umweltfreundlichen Methanolmotoren aus.
2024 schloss MAN Energy Solutions mit Karpowership, Istanbul, einen Vertrag über die Lieferung von 48 Dual-Fuel-Motoren für deren Kraftwerksschiffflotte, wobei die Motoren auf mehrere schwimmende Kraftwerke aufgeteilt werden.
2025 wurde MAN Energy Solutions SE in Everllence umbenannt. Der neue Name vereint die Begriffe „First Ever“ (erstmalig) und „Excellence“ (Exzellenz) – er steht sowohl für eine lange Tradition bahnbrechender Entwicklungen als auch für das klare Bekenntnis, in allen Bereichen höchste Standards zu setzen.

## Produkte
Everllence produziert unter anderem Großmotoren für Schiffe und Kraftwerke, darunter auch Gasmotoren, die zum Beispiel in Gaskraftwerken für die Erzeugung von Strom und Fernwärme verwendet werden. Zudem umfasst das Produktangebot Energiespeicherprodukte und den Bau von Großwärmepumpen. Weitere Geschäftsbereiche des Unternehmens sind die Produktion und der Vertrieb von Gas- und Dampfturbinen, Kraftwerkstechnik und Reaktoren für die chemische Industrie. MAN Energy Solutions ist zudem in der Ausstattung von Containerfrachtern mit Methanolmotoren tätig. Das Unternehmen bietet Schiffstreibstoffe an, die aus CO2 und Wasserstoff hergestellt werden. Für die Produktion des Wasserstoffs liefert MAN Energy Solutions zudem Elektrolyseure.
Teil der Unternehmensstrategie ist außerdem die Förderung von CCUS-Technologie. Am Standort Berlin werden im Rahmen dessen unter anderem Kompressoren zur Verdichtung von Kohlenstoffdioxid produziert, die überwiegend nach Nordamerika exportiert werden. Außerdem arbeitet MAN Energy Solutions an der Entwicklung eines Schiffsmotors, welcher auf der Verbrennung von Kraftstoffen wie Methanol oder Ammoniak basiert.
Das Liefer- und Leistungsspektrum des Unternehmens umfasst komplette Schiffsantriebssysteme, Turbomaschinensätze sowohl für die Öl- und Gas- als auch die Prozessindustrie sowie komplette Kraftwerke.

### Schiffsmotoren

#### Viertaktmotoren
Everllence bietet mittelschnelllaufende Viertaktmotoren an, die einen Leistungsbereich von 177 bis 21.600 kW abdecken und mit flüssigen oder gasförmigen Kraftstoffen betrieben werden können. Sie werden zum Antrieb aller Handelsschiffstypen, aufgrund ihrer Kompaktheit und der Möglichkeit einer elastischen Lagerung aber auch in Passagierschiffen eingesetzt. Neben Kreuzfahrtschiffen sind Spezialschiffe wie Schlepper, Schwimmbagger oder Kabelleger weitere Einsatzgebiete. Kleinere mittelschnelllaufende Viertaktmotoren werden außerdem in Schnellfähren und Marine-Schiffen verbaut. Die Motoren werden an den Unternehmensstandorten Augsburg (von dort Schwertransport über Land zum Neckarhafen Heilbronn), Saint-Nazaire (Frankreich) und Aurangabad (Indien) sowie von Lizenznehmern produziert. Zudem bietet das Unternehmen komplette Antriebssysteme, bestehend aus Hauptmotor, Getriebe, Welle und Propeller, an.

#### Zweitaktmotoren

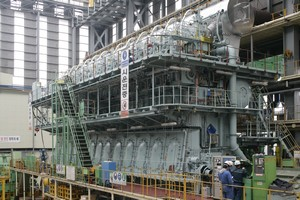
MAN-Schiffsmotor

Zweitakt-Großdieselmotoren werden am Unternehmensstandort Kopenhagen, Dänemark, entwickelt und verfügen über ein Leistungsspektrum von 2.000 kW bis 87.000 kW. Die Motoren werden aufgrund ihrer Größe von internationalen Lizenznehmern in unmittelbarer Nähe der Werften gefertigt und treiben große Containerschiffe, Frachter oder Öltanker an. Langsamlaufende Zweitakter benötigen zur Kraftübertragung keine Getriebe; sie sind über die Antriebswellen direkt mit den Propellern verbunden. Durch die Marktführerschaft bei Zweitaktschiffsmotoren werden rund 50 % des Welthandels mit Motoren von Everllence bewegt, ein Konkurrent dabei ist Winterthur Gas & Diesel.

### Turbolader
Everllence baut Abgasturbolader für hohe Ladedrücke mit einstufigen Radial- und Axialturbinen. Das Spektrum der Lader, die sowohl bei Zweitakt- und Viertakt-Schiffsmotoren als auch bei stationären Anlagen zum Einsatz kommen, reicht von etwa 300 kW bis zu 30.000 kW Motorleistung.

### Kraftwerke
Dieselmotoren des Unternehmens werden im stationären Bereich vor allem für Kraftwerke und die Notstromversorgung eingesetzt. Das Angebot reicht von kleineren Stromerzeugungsaggregaten, GenSets genannt, bis hin zu kompletten Kraftwerken mit Leistungen von bis zu 400 MW. Das Angebot für stationäre Anlagen umfasst Viertaktmotoren mit einer Einheitsleistung von 450 kW bis 18.900 kW und Zweitaktmotoren für Einheitsleistungen bis 80.000 kW. Die Kraftwerke werden unter anderem mit Schweröl, Diesel, Gas oder erneuerbaren Treibstoffen betrieben. Die von dem Unternehmen entwickelten gasbetriebenen Viertaktmotoren sind begrenzt wasserstofftauglich und ermöglichen, den Treibstoffen bis zu 25 % Wasserstoffanteil beizumischen. Weiterhin können die Motoren mit Biogasen und synthetischen Kraftstoffen betrieben werden. MAN Energy Solutions übernimmt für seine Kunden auch den Betrieb und die Wartung der Kraftwerke.

### Turbomaschinen

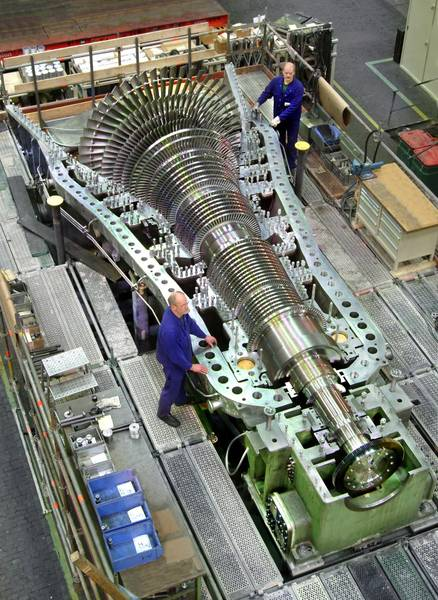
MAN-Dampfturbine

Für die Prozess- und Grundstoffindustrie, Düngemittelherstellung, Eisen- und Stahlherstellung oder für petrochemische Anwendungen entwickelt und produziert das Unternehmen Kompressoren, ebenso wie Gas- und Dampfturbinen für die Stromproduktion. Darüber hinaus bietet das Unternehmen Verdichter für die Öl- und Gasindustrie (Upstream) an. Dazu zählen hermetisch gekapselte Kompressoren mit Magnetlagertechnik sowie Hochdruckkompressoren mit Enddrücken von 300 bis 1000 bar. Das Unternehmen baut zudem Isothermkompressoren für die Verarbeitung von industriellen Gasen. Everllence-Getriebekompressoren werden für Anwendungen im Bereich industrielle Gase oder bei der Verarbeitung und dem Transport von CO2 eingesetzt. Produktionsstandorte sind Oberhausen, Berlin, Zürich, Changzhou (China) und Bengaluru, Indien.
Everllence stellt folgende Turbomaschinen her:
- Turboverdichter (Radial-, Axial-, Mehrwellenverdichter)
- Expander (Prozessgasturbinen)
- Dampfturbinen
- Gasturbinen
- Prozessgasschraubenverdichter
- Maschinenleitsysteme/Regelsysteme

### Chemiereaktoren und Apparate
Am Standort Deggendorf werden unter der Bezeichnung DWE Reactors Röhrenreaktoren für die chemische und petrochemische Industrie sowie Spezialapparate für Forschungsinstitutionen (z. B. Komponenten für CERN oder ITER) hergestellt.
Der Standort Deggendorf ist zudem in Bereich der Entwicklung von Technologie für E-Fuels tätig. Das Unternehmen konzipiert und produziert Anlagen für die Herstellung von synthetischen Kraftstoffen wie beispielsweise Methanol und synthetischem Erdgas. Diese Kraftstoffe werden mittels Wasserstoff erzeugt und können beispielsweise für den emissionsarmen Antrieb von großen Containerschiffen verwendet werden.

## Konzernstruktur
2024 beschäftigte MAN Energy Solutions rund 15.000 Mitarbeiter an über 140 Standorten. 2023 wurden rund 4,0 Mrd. Euro Umsatz erwirtschaftet.
MAN Energy Solutions war zu 100 % Teil der Volkswagen-Gruppe, Everllence ist es wohl noch. Stand 5. Juni 2025 ist das Vorstandsmitglied des Volkswagenkonzerns Gunnar Kilian Aufsichtsratsvorsitzender von Everllence. Die 14 Produktionsstandorte des Unternehmens befinden sich in Europa (11) und Asien (3). Zudem kooperiert Everllence mit 28 Lizenznehmern des Unternehmens in 6 Ländern (Zwei- und Viertaktmotoren, Turbolader).
Die PrimeServ Standorte (Service-Netzwerk) befinden sich an rund 140 Standorten.

## Auszeichnungen
MAN Energy Solutions wurde 2023 mit dem 16. Deutschen Nachhaltigkeitspreis ausgezeichnet.